# 가사노촌
가사노촌(笠野村)은 이시카와현 가호쿠군에 있던 촌이다. 현재의 쓰바타정의 동부, 구리카라역의 북쪽일대에 해당한다.

## 역사
- 1889년 4월 1일 - 정촌제 시행에 의해 11개 촌의 구역을 가지고 가사노촌이 성립하였다.
- 1907년 8월 10일 - 가사이촌과 합병해 다네다니촌이 성립하여, 동일 가사노촌은 폐지되었다.

## 참고문헌
- 角川日本地名大辞典 17 石川県